# カノジョも彼女
『カノジョも彼女』（カノジョもかのじょ）は、ヒロユキによる日本の漫画作品。『週刊少年マガジン』（講談社）にて、2020年14号から2023年25号まで連載された。2023年10月時点で累計発行部数は200万部を突破している。
自分から交際を申し込んで受け入れられた彼女ができた主人公が、その後別のヒロインに告白されて断り切れず多重交際状態となる作品。ただ、登場人物たちの非常識でアホな性格が幸いし、どろどろとした愛憎劇にはならずにコメディタッチで描かれているのが特徴。キャッチコピーは“ネオスタンダード・ラブコメ”。

## 制作背景
作者が週刊連載を再開するにあたり、2019年夏に同人作品として先行発表した『正々堂々、二股する話』を連載用にアレンジしたものが本作である。同作では本作の主要人物たちに似た人物たちが登場し、ヒロインのひとりが主人公に告白する場面とほぼ同じ場面が本作の第1話で描かれているほか、本作ではおおむね第4話までに相当するエピソードが全10話で描かれている。なお、この『正々堂々、二股する話』第1話は、本作の単行本1巻の最後にもおまけとして収録されている。
2020年10月には、声優の佐倉綾音と竹達彩奈が咲と渚を2人それぞれ演じる2パターンのPVが配信された。

## あらすじ
高校生となった主人公・向井直也は、ずっと想いを抱いていた幼なじみの少女・佐木咲に交際を申し込んで受け入れられ彼氏・彼女の関係となるが、ほどなくして自身を想い続けていたというもうひとりの少女・水瀬渚から交際を申し込まれる。当初は咲がいるため断ろうとした直也だったが、渚のいじらしさや魅力に心を動かされ、悩みぬいたあげくに、三者合意のもとでの二股交際と、両親が不在にしている自分の家での、3人による同居を提案する。当然猛反対する咲だったが、渚は直也と一緒にいられるならと受け入れ、渚のいじらしい姿にほだされた咲も結局は了承、3人は直也の自宅で内緒の同居生活を開始する。当初は渋々だった咲も、渚の魅力などに惹かれて3人での生活を楽しいと思うようになっていき、渚とも親しくなる。
さらに学校にて（3人で付き合っていることを秘密にしている）直也、咲、渚が密かに集まって昼食を取っていたところ、同級生にして美人動画配信者であるミリカこと星崎理香にその光景を見つかり、3人の関係を知られる。身バレでストーカー行為などを恐れたためボディガード代わりの人間が欲しくなったミリカは、自分も直也の彼女に立候補するが直也は拒否。その後意地になり、さらに本気で直也に惚れたミリカは、直也の家の庭にテントを立てて泊まり込むなどし、そこから追い出されても直也の家の隣にあるアパートに引っ越してくるなどして、直也を狙い続ける。
また、以前からの咲の親友である桐生紫乃も咲、直也、渚の関係を知る。実は密かに自分も直也のことを想っていたが故に、直也が「親友の彼氏」ではなく「親友と別の女に二股をかけている男」になったことが許せずさらに自分も直也を諦めきれなくなり、3人にかかわってくる。

## 登場人物
声の項はテレビアニメ版の声優。各人物の誕生日は単行本第4巻による。
向井 直也（むかい なおや）
声 - 榎木淳弥
本作の主人公。1年B組に所属する高校生。身長170cm。誕生日は12月31日。好物はバナナ。好きな動物は犬。
良くも悪くも真面目で馬鹿がつくほど正直者であるが、物事を必要以上に深刻に考えすぎたあげく余計な行動を取ってトラブルを起こしたり、他人を気遣うあまりはっきり決断できなかったりするアホで優柔不断な面をもつ。他人についてはどんなことでも長所として見ようとする傾向があり、それをはっきりと褒めたり感謝したりすることが、ヒロインたちを惹きつける一因になっている。その一方で口が軽く、相手の誘導に引っかかって秘密を漏らしたり（誘導すらなく自分から言ってしまうことも）、失言をすることも多い。
幼なじみの咲のことが好きで、小学1年生のころから月1回で告白し続け、高校生になってようやく交際を承諾される。一方で、ほぼ同時期に自分に告白してきた渚にも惹かれており、どちらを選ぶか決めかねたあげく、二股交際という妥協案を提示する。ただし、これは好色や単なる優柔不断さによるものではなく、自分を思ってくれる両者のどちらにも真剣に応えるために出した答えであり、二人とも大切にすると本気で考えている。
性欲は人並みにあり、咲や渚との3人で一緒に性行為をしたいと正直に発言したことで咲に拒否されたため自制し、ヒロインたちの誘惑や不意にそのような状況となっても強靭な意志ではねのけている。ミリカに対しては美貌と努力家である面を評価し好意を自覚するまでに惹かれているが、咲と渚のために三股交際は拒否しており、強引に迫ってくるミリカを「諦めてほしい」と内心迷惑そうにあしらっている（悪質クレーマーとして警察に通報したこともある）。
学力は高いようで勉学には真剣に取り組んでいるが、効率が悪いためあまり成果が出ておらず、テスト成績はクラス5位以内に入ったことがなく、他人に勉強を教えるのも不得意。二股開始後は咲たちとの交際費用を捻出するために、早朝・深夜を含むアルバイトを複数かけ持ちしている。
生活能力の高さから転勤中の両親に家の留守を任されており、二股開始後にヒロインたちと同居生活を始めるまではひとり暮らしをしていた。一人っ子であるため、兄弟がいる人間にあこがれている。
飛行機が苦手で、沖縄旅行で搭乗した際は「墜落したらどうしよう」などと語り、メンバー内で被害妄想が激しくなるほど動揺していた。
佐木 咲（さき さき）
声 - 佐倉綾音
本作のヒロインその1。直也の隣家に住む幼なじみでクラスメート。身長161cm。誕生日は4月13日。好物はパフェ。好きな動物は犬。親しい友人からは「サキサキ」の愛称で呼ばれる。明るく元気だが、ショックなことがあっても寝ればすぐ忘れるアホでもある。
両親との仲はよく、直也との同居生活も認められているが、「姓と名前が一緒なら可愛いかな」という安易な発想で「咲」と名付けられたことに対しては複雑に思っている。母（声 - 小清水亜美）は、咲が戻る度に直也との仲を詳しく尋ねたり、咲が直也の気を引くためのコスプレ衣装を調べたりするなど極度の親バカである。
直也の家とはいっしょに家族旅行に行ったり、幼い頃直也と一緒に風呂に入ったこともあるというなど、家族ぐるみの付き合いだった模様。直也とは幼少期から両思いであったが、直也の告白が強引すぎることと重すぎるという理由から、高校に進学するまでは交際を断っていた。当初は直也の非常識な二股交際案に反対するが、自身も渚の容姿と性格の良さなどに惹かれたため、しぶしぶながら二股と同居生活を了承。その後、自分も渚にさらに惹かれていき、直也を巡る「ライバル」で直也の彼女のひとりとして渚を認め、直也に対する渚の態度について自分に遠慮しすぎないように言ったり、ふたりでいっしょに直也に迫ったりしている。ただ、付き合いが長いことが逆に災いして、直也との身体的接触については進展が遅く渚どころかミリカなどにも先を越されてしまっており、紫乃にも心配されている。何度か雰囲気を作ろうとはしたが、恥ずかしがって直也に暴力を振るったり、それよりも食欲などを優先して身体的接触の事を忘れたりなど、自分が原因で失敗してばかりの状態。
ヒロインのなかでは胸が小さく貧相な体型だが、二股を周囲に漏らそうとした直也を力づくでねじ伏せるなど身体能力は高く、学校ではバスケットボール部に所属している。一夜漬けの勉強でも、ずっと勉強していた直也と（直也の勉強の成果が振るわないのもあるが）同等程度の試験結果を出せるなど、学力もある模様。
クラスでは直也とは公然のカップルである一方、渚などとの関係は知られていない。時々男っぽい受け答えをし、直也を殴るなど激しいツッコミを入れる事もあるが、若い乙女としての感情もしっかり持っていて、男っぽい受け答えなどは直也に対する照れ隠しの時もある。また渚のことを気に入ったり、紫乃と仲良くなろうとしたのも自分より貧乳で可愛いからでさらにあれ程敵視したミリカと親友になったりしたのもそれが一因で直也が色々な女の子をおぶって助けた際も「美少女の匂いは覚えている」と可愛い女の子が好きという一面もある。性的な事柄には恥じらいを見せつつも、スマホの検索履歴は性的なことばかりであり、直也から手を出してもらいたがっているなど実は興味津々で耳年増な面をもつ。
貧乳なことと家事が苦手なことに劣等感を抱いており、そのどちらも自分より勝っている渚に直也を取られるかもしれないという危機感から、直也に色仕掛けで迫るなど強硬手段に出たこともあるが、直也は咲が最初に性行為を拒否し、咲と渚を公平に扱うことを貫いて断ったため一時的に仲がこじれることとなった。
早起きが大の苦手で、早朝アルバイトを始めた直也に弁当作りと見送りをする渚に出し抜かれたりする。自分にはない抜群のプロポーションで直也をしつこく誘惑しようとするミリカに対しては、「クソ巨乳」「悪い巨乳」と罵倒して強い敵意と警戒心を向け、「ライバル」である渚と協力してミリカを退けようとしている。
水瀬 渚（みなせ なぎさ）
声 - 和氣あず未
本作のヒロインその2。直也と咲のクラスメート。身長155cm。誕生日は3月18日。好物は納豆。好きな動物はインコ。咲が明確に言及する程度の巨乳。視力が悪いためコンタクトレンズをつけている（中学時代までは眼鏡をかけていた）。
幼少時からアホで要領が大変悪く、努力しても勉強や運動などあらゆる物事を人並み以下にしかこなせず落ち込んでいたが、高校受験の会場で咲に何度断られようと諦めず告白し続ける直也の姿に惹かれ、「好きな人のためにがんばること」の素晴らしさと楽しさに目覚める。高校入学をきっかけにひとり暮らしをはじめ、直也への告白に備えて体型を整えるための筋力トレーニングや料理の特訓に励んでいたが、告白当日まで高校を欠席していたせいで同級生たちとの交友がなく、告白するまでは直也や咲からもクラスメートとは認識されていなかった。
以前からの要領の悪さに加えて通学していなかったため授業についていけず、学校成績は非常に悪い（因数分解も解けないほど）。その一方で料理の技術は途方もない努力の末に身につけており、かなり上手。また足も非常に速くなっている。
ゲームの類も苦手で、数千時間プレイしているにもかかわらずまともに攻略できず、更に味方に攻撃してしまうなどかなりのゲーム音痴。
服のセンスもあまり良いとは言えず、コーディネートは主に咲に任せている。
また飛行機も苦手で、沖縄旅行の際に乗った機内で直也同様に動揺していた。
咲と交際を始めた直後であった直也からは交際を断られるが、それでも諦めずいずれ改めて告白すると宣言する姿に惹かれた直也から二股交際を提案され、「いつか自分に振り向いてもらいたい」という思い、とりあえず直也の側にいられるという理由などから二股を受け入れる。咲からは容姿とスタイルの良さを認められ恋敵として警戒されるが、性格のよさと手料理が美味であること、さらに容姿が咲の好みでもあったことから気に入られ、良き友人関係を築いていく。直也の本来の彼女である咲に対する遠慮から直也へのアプローチは控えめであるが、咲のスマートフォンの閲覧履歴を無断で調べたり（なお、履歴は性行為に関する事ばかりだった）、内心では直也のファーストキスの相手になれたらと願うなど野心的な面もある。
二股交際を揺るがす者に対しては弱みを突いて脅迫するなど攻撃的な一面を見せることもある。ミリカのことは警戒しつつも咲ほどには敵意を露わにしていないが、直也にからむ抜け駆け行為には厳しく、いざとなったらミリカが秘密にしている動画配信を周囲にばらそうとしたり、大量の捨てアカウントで低評価を付けて動画の評判を落とそうと宣言している。
星崎 理香（ほしざき りか） / ミリカ
声 - 竹達彩奈
本作のヒロインその3。直也たちと同じ高校の1年D組に在籍する。誕生日は8月1日。好物はハンバーグ。好きな動物はライオン。
渚をさらに上回るGカップのバスト、ツインテールにまとめた金髪と八重歯が特徴の美少女。その容姿から校内の男子からの人気は高い。親や学校には内緒で、5万人ものチャンネル登録者を抱える人気ミーチューバー「ミリカ」としても活動している。作中では主にミーチューバーとしての名前である「ミリカ」と呼ばれ、本名で呼ぶのは紫乃と学園内と身内のみ。
実家は父子家庭で、父（声 - 関智一）と妹との3人家族。「勉強しなければ将来の選択肢が減る」として勉強を強要する厳しい父親に反発しているが、その意見に一理あると認めてもおり、「勉強以外でも何かができる自立した人間になりたい」と考えた末に動画配信者を志すようになる。落ち着きのない幼稚な性格で気性が荒く口も悪いが、目標のためならばどんな苦難にも耐える根性の持ち主であり、現在のミーチューバーとしての地位も最初は思うように成果が出ず、不断の努力の末に勝ち取ったものである。動画の内容は自分の胸などを強調したセクシー色の強いものが多いが、直也からはアイディアや工夫を凝らした見事なエンターテインメントに昇華されていると評価される。配信で得られる収入によって高校生にはそぐわないほどの財力を有しており、数十万円単位の出費も意に介さない。
配信した動画に学校の制服が映り込むミスを犯したことで、直也たちに素性を知られる。二股をする直也を軽蔑しつつも、視聴者によるストーカー行為への抑止として直也の3人目の彼女になろうとするが、「三股はない」と毅然と断った直也に自尊心を傷つけられ、自分に振り向かせようと向井家の庭で勝手にテント生活を始める。直也たちの策で、そのテントや生活用品を業者に撤去させられ、やがて自分を連れ戻そうと現れた父親に自分の動画チャンネルを削除されかけるが、これまでの自分の努力を評価し体を張ってまで父親を説得してくれた直也に本気の好意を抱くようになる。
当初は自分の恋心を認められず直也にツンデレな態度をとるが、直也のほうから自分に惹かれつつあると正直に話されたことで完全に好意を自覚。咲たちの眼前で直也に告白するとともにファーストキスを無理矢理捧げ（直也もファーストキスだったため、奪われた咲と渚は大きくショックを受けた）、咲たちを排除して直也の唯一の彼女になると宣言する。しかし、人の迷惑を全く考えないあまり直也からは完全に敬遠されており、悪知恵の他に逮捕されてもおかしくないような犯罪行為（ストーカー、直也に睡眠薬を飲ませ拉致する、直也の家の玄関にバリケードを設置し家に入れなくするなど）にまで発展してしまうことも多く（反省もしない）、そのトラブルメーカーぶりから直也だけでなく咲や渚からも度々、容赦ない扱いを受けている。毎回最終的には直也の判断を尊重するものの、直也へのアプローチは非常に粘り強く、多少の拒絶では引かない。自身のGカップの巨乳アピールもキスも無理矢理行ったが、実際は性的接触には積極的になれずにいて、直也から自身のことを素直に褒められると照れてばかりいて純情。
紫乃が夏休みに向井家に宿泊することを知ると、自身も同居を熱望するも直也に却下されたため、向井家の隣のアパートを借りて妹共々引っ越してくる。後に、5ヶ月間の期限内に直也を振り向かせられなかったら完全に諦める条件のもと、直也の家への居候を実現させる。
勉強に関してはやる気が無く、学校成績も渚同様非常に悪く、夏休み返上の補習さえも平気でサボり留年の危機にある。アホで学習力は無い一方で、紫乃が直也に好意を持っていることにいち早く見抜くなど勘は鋭い。
桐生 紫乃（きりゅう しの）
声 - 高橋李依
本作のヒロインその4。直也たちのクラスメートで、咲とは中学時代からの友人。バスケ部所属。誕生日は11月25日。好物は鯖の棒寿司。好きな動物は猫。紅茶を飲んでいる場面も多い。
学校成績はつねに満点をとるほどトップで、スポーツ万能、家事の腕も優秀という美少女であるが、咲よりもさらに小さいバストが密かな悩みだが咲はそこが魅力だと語った。ずれた所はあるが、法律の知識に詳しく、咲が直也に二股されていることを知ると、「重婚禁止」という民法の条文を持ち出して二股をやめさせようとするなど基本的に常識人でリアリスト。落ち着いているように見えて、短気でよく感情的になる。
幼いころから優秀すぎるゆえに他人に無関心かつ高飛車で厳しい性格もあってあまり友人関係に恵まれていなかったが、初対面から一方的に付きまとってくる咲を毛嫌いしつつもしかたなくかまっているうちに本当の友情を結んでいった。咲を心配する一方で、内心では「アホ」だと見下している。
咲と同時期に知り合った直也に密かな好意を抱いており、略奪までしようとは思えなかったし咲との友情を優先し身を引いてはいたが、ずっと思いを捨てきれずにいた。高校も、実家から通える学校を親から望まれていながら、一人暮らししたいという口実を設けて、直也と同じ学校を選んだ。
二股のことを知って直也に怒りを覚えるほど幻滅したが、それでも直也の誠実な内面は変わっていないことを感じた（直也の誠実さはずれているが）。そして自分も直也に恋人として受け入れてもらえる余地を感じ、また咲が直也との身体的接触が殆ど無く、恋愛感情の本気度が薄いと思ったことから、思いが本格的に再燃。自身が直也を完全に諦めるためにも、咲以外の女性に直也を渡すまいと二股反対の姿勢を取り、渚には「図々しい」、ミリカには「恥知らず」と罵倒し辛辣な態度で接する。夏休み突入後は、「二股がいけないことだと身をもって説得するため」という口実（本心は直也のそばにいるため）で向井家に居候するも、ますます直也を諦められなくなってしまう。
最終的には自身も直也に告白し、今までの二股反対から手のひらを返し、自分も恋人にしてもらおうと画策し始めた。
ラッキースケベのアクシデントに見舞われることが多く、色気も豊富。
星崎 理沙（ほしざき りさ）
声 - 古賀葵
ミリカの妹。ミリカを幼くしたような美少女で、髪型もおそろいのツインテールにしているが、わがままでアホなミリカとは正反対に落ち着きのあるしっかりした性格で精神年齢も大人びている。ミリカからは生意気と呼ばれながらも姉妹仲はいい。
ミリカにならってミーチューバー「リサポン」としても活動しており、セクシー路線のミリカに対して、こちらは年齢相応の可愛らしさとゲームの腕前を活かす方向でチャンネル登録1万人以上を達成している。
幼いながらも直也に入れ込むあまり暴走しがちな姉を心配したり、直也が既に二股していることを知った際姉を叱るなど、登場人物で一番の常識人。兄弟がいない直也からは妹のように可愛がられており、ミリカを差し置いてラインのアドレスを交換する。
テレビアニメ版では、第1期はミリカの口から語られるのみで直接は登場せず、第2期第1話のアイキャッチが初登場となった。

## 書誌情報
- ヒロユキ『カノジョも彼女』 講談社〈講談社コミックス〉、全16巻
  1. 2020年6月17日発売[10][11]、ISBN 978-4-06-519743-1
  2. 2020年9月17日発売[12]、ISBN 978-4-06-520747-5
  3. 2020年11月17日発売[13]、ISBN 978-4-06-521409-1
  4. 2021年1月15日発売[14]、ISBN 978-4-06-521960-7
  5. 2021年4月16日発売[15]、ISBN 978-4-06-522885-2
  6. 2021年6月17日発売[16]、ISBN 978-4-06-523588-1
  7. 2021年8月17日発売[17]、ISBN 978-4-06-524478-4
  8. 2021年10月15日発売[18]、ISBN 978-4-06-525143-0
  9. 2022年1月17日発売[19]、ISBN 978-4-06-526606-9
  10. 2022年4月15日発売[20]、ISBN 978-4-06-527541-2
  11. 2022年6月17日発売[21]、ISBN 978-4-06-528183-3
  12. 2022年9月16日発売[22]、ISBN 978-4-06-529133-7
  13. 2022年11月17日発売[23]、ISBN 978-4-06-529710-0
  14. 2023年2月17日発売[24]、ISBN 978-4-06-530629-1
  15. 2023年4月17日発売[25]、ISBN 978-4-06-531265-0
  16. 2023年7月14日発売[26]、ISBN 978-4-06-532187-4
    - 2023年7月14日発売（特装版）[27]、ISBN 978-4-06-532188-1

## テレビアニメ
連載開始当初から反響が高く、少年マガジン連載開始8か月でテレビアニメ化が発表された。2021年7月から9月まで、毎日放送・TBSの『アニメイズム』B2枠ほかにて放送された。
第2期は2022年9月16日に制作が発表された。2023年10月から12月まで、第1期と同じ枠にて放送された。

### スタッフ
|                               | 第1期 | 第2期                                                   |
| ----------------------------- | --- | ------------------------------------------------------- |
| 原作                          | ヒロユキ | ヒロユキ                                                |
| 監督                          | 桑原智 | 鈴木孝聡                                                |
| シリーズ構成                  | 大知慶一郎 | 大知慶一郎                                              |
| キャラクターデザイン          | 豊田暁子 | 萩原しょう子                                            |
| プロップデザイン              | 山田菜都美、篠原信子、後藤伸正 高瀬ゆり子、ビート、村嶋李春 村嶋富美子、Re岳、みけちくわ 川石テツヤ、おちいしーたか 矢向宏志、酒井英之 | 今野幸一                                                |
| 美術監督                      | 斉藤雅己 | 三宅昌和、前塚太一                                      |
| 色彩設計                      | 油谷ゆみ | 瀬戸治子                                                |
| 撮影監督                      | 木村俊也 | 和田典子                                                |
| 編集                          | 内田渉 | 中葉由美子                                              |
| 音響監督                      | 本山哲 | 本山哲                                                  |
| 音響制作                      | HALF H・P STUDIO | HALF H・P STUDIO                                        |
| 音楽                          | 櫻井美希、斎木達彦 | 櫻井美希、斎木達彦                                      |
| 音楽                          | 青木沙也果 | 佐久間奏、中嶋純子                                      |
| 音楽プロデューサー            | 水田大介 | 水田大介                                                |
| 音楽制作                      | 日音 | 日音                                                    |
| 音楽協力                      | ミリカ・ミュージック | ミリカ・ミュージック                                    |
| チーフプロデューサー          | 古川慎、髙橋和彰 | 古川慎、髙橋和彰                                        |
| チーフプロデューサー          | 前田俊博、林宏之 | 青井宏之、藤原和博 秋田真吾、吉武真太郎                 |
| プロデューサー                | 青井宏之、日比政広、服部健太郎 宇田川純男、吉武真太郎、内藤宗一郎                                                                      | 山崎博昭、立花耕、杉本美佳 荒牧大輔、宮下豊茂、筒井和生 |
| アニメーション プロデューサー | 大澤宏志 | 貝賀美咲                                                |
| アニメーション制作            | 手塚プロダクション | SynergySP                                               |
| 製作                          | カノジョも彼女製作委員会2021 | カノジョも彼女製作委員会2023                            |

### 主題歌
「ふざけてないぜ」
ネクライトーキーによる第1期オープニングテーマ。作詞・作曲は朝日、編曲はネクライトーキー。
「ピンキーフック」
麻倉ももによる第1期エンディングテーマ。作詞・作曲は渡辺翔、編曲は倉内達矢。

「ドラマチックに恋したい」
小玉ひかりによる第2期オープニングテーマ。作詞・作曲は小玉ひかり、編曲は板井直樹。
「ふぉりら」
ClariSによる第2期エンディングテーマ。作詞・作曲・編曲は重永亮介。

### 各話リスト
| 話数       | サブタイトル               | 脚本       | 絵コンテ            | 演出           | 作画監督 | 総作画監督 | 初放送日       |       |       |       |       |       |       |       |       |       |       |       |       |       |       |       |       |       |
| 第1期      | 第1期                      | 第1期      | 第1期               | 第1期          | 第1期 | 第1期 | 第1期          | 第1期 | 第1期 | 第1期 | 第1期 | 第1期 | 第1期 | 第1期 | 第1期 | 第1期 | 第1期 | 第1期 | 第1期 | 第1期 | 第1期 | 第1期 | 第1期 | 第1期 |
| ---------- | -------------------------- | ---------- | ------------------- | -------------- | --- | --- | -------------- | ----- | ----- | ----- | ----- | ----- | ----- | ----- | ----- | ----- | ----- | ----- | ----- | ----- | ----- | ----- | ----- | ----- |
| 第一回     | それが正しい道じゃなくても | 大知慶一郎 | 桑原智              | 波多正美       | つかさ 高橋万帆 劉泉 趙越                                                                                                | 豊田暁子 薄谷栄之 つかさ ウクレレ善似郎 小山ゆうき                                                                                           | 2021年 7月3日  |       |       |       |       |       |       |       |       |       |       |       |       |       |       |       |       |       |
| 第二回     | 渚の気持ち                 | 大知慶一郎 | 桑原智              | 金子篤二       | 上月庸右 西川真人 ビート 榊原大河 万代高富 Hong Yu-mi Kwon Hyeok-jeong Song Hyeon-ju Lee ye-sung Kim yu-jin              | 豊田暁子 薄谷栄之 高橋渚 つかさ ウクレレ善似郎 劉泉 諸葛孔敬                                                                                 | 7月10日        |       |       |       |       |       |       |       |       |       |       |       |       |       |       |       |       |       |
| 第三回     | 三人の場所                 | 森田眞由美 | 桑原智              | 友田政晴       | 岩崎令奈 長橋研太 劉泉 上月庸右 西川真人 北島勇樹 福井光恵 榊原大河                                                      | 豊田暁子 薄谷栄之 | 7月17日        |       |       |       |       |       |       |       |       |       |       |       |       |       |       |       |       |       |
| 第四回     | 彼女と彼女                 | 犬飼和彦   | 桑原智              | 藤代和也       | Kim Bong-Duk Kim Hyeon-Gyeong Jo Eun-Kyung Woo Gueum-Yung Lee Gwan-Woo 榊原大河 ビート                                   | 豊田暁子 ウクレレ善似郎 氏家章雄 たかはしなぎさ つかさ Song Hyun-Ju 諸葛孔敬 北島勇樹                                                        | 7月24日        |       |       |       |       |       |       |       |       |       |       |       |       |       |       |       |       |       |
| 第五回     | 三人目!?                   | 大知慶一郎 | 桑原智              | 前園文夫       | Kim Yu-Seon Im Young-Sik Kim Sang-Ri Song Hyeon-Ju Lee ye-Sung Kim yu-Jin Hong In-Su Kim Gang-Won                        | 豊田暁子 たかはしなぎさ 薄谷栄之 氏家章雄 つかさ 上月庸右 ウクレレ善似郎 北島勇樹 前田義宏 劉泉 張民浩                                       | 7月31日        |       |       |       |       |       |       |       |       |       |       |       |       |       |       |       |       |       |
| 第六回     | ツンがデレ                 | 大知慶一郎 | 桑原智              | 波多正美       | 周龍 孫偉 高璞玉 趙越 諸葛子敬 羅陽 張圃文 房博雅 趙瑩萍 白欣燁 ビート                                                   | 豊田暁子 ウクレレ善似郎 氏家章雄 薄谷栄之 金子俊太朗 前田義宏 劉泉 諸葛子敬 北島勇樹 張民浩 Song jin-hee                                     | 8月7日         |       |       |       |       |       |       |       |       |       |       |       |       |       |       |       |       |       |
| 第七回     | 彼女たちのチャレンジ       | 犬飼和彦   | 桑原智              | 金子篤二       | Kim Bong-Duk Jang Jae-Yong Cheo Young-Hee Kim Hyeon-Gyeong Jung Ji-Hee HO Sung -Jin Lim Su-Gyeong Woo Gueum-Yung         | 豊田暁子 ウクレレ善似郎 氏家章雄 薄谷栄之 たかはしなぎさ 劉泉 諸葛子敬 北島勇樹 金子俊太朗 張民浩 Song jin-hee                               | 8月14日        |       |       |       |       |       |       |       |       |       |       |       |       |       |       |       |       |       |
| 第八回     | どう見ても好き             | 森田眞由美 | 桑原智              | 尾上皓紀       | Cerberus Suwarin Promjutikanon Chotanan Pipobworachai 柏木信弘 島袋智和 寿夢龍 徳田夢之介 南伸一郎 モリタユーシ 榊原大河 | 豊田暁子 氏家章雄 ウクレレ善似郎 薄谷栄之 たかはしなぎさ 前田義宏 北島勇樹 金子俊太朗 張民浩 Song jin-hee 上月庸右 くまた                    | 8月21日        |       |       |       |       |       |       |       |       |       |       |       |       |       |       |       |       |       |
| 第九回     | ツンのデレがバレ           | 犬飼和彦   | ナシダミナミ 桑原智 | 深瀬重         | Park Ae-lee Hong Yu-mi Song Hyeon-ju                                                                                     | 豊田暁子 氏家章雄 ウクレレ善似郎 たかはしなぎさ 薄谷栄之 上月庸右 北島勇樹 諸葛子敬 劉泉 張民浩 Song Hyeon-ju                                | 8月28日        |       |       |       |       |       |       |       |       |       |       |       |       |       |       |       |       |       |
| 第十回     | 温泉楽しみ                 | 森田眞由美 | 亀井隆 桑原智       | 前園文夫       | Bae Geun-Young Hwang Young-Sik Park Sun-Ok Gang Hyeon-Guk 榊原大河 ビート                                                | 豊田暁子 氏家章雄 ウクレレ善似郎 薄谷栄之 上月庸右 前田義宏 劉泉 張民浩 金子俊太朗 Song Jin-Hee Song Hyeon-Ju                                | 9月4日         |       |       |       |       |       |       |       |       |       |       |       |       |       |       |       |       |       |
| 第十一回   | 温泉でありがちなこと       | 大知慶一郎 | 桑原智              | 上間由梨       | Kim Hyeon-Gyeong Lee Gwan-Woo Cheo Young-Hee Jung Ji-Hee Ho Sung-Jin Lim Su-Gyeong Jo Eun-Kyung                          | 豊田暁子 氏家章雄 ウクレレ善似郎 薄谷栄之 たかはしなぎさ Song Jin-Hee Yu Seung-Hee 金子俊太朗 張民浩 前田義宏 劉泉 spring river              | 9月11日        |       |       |       |       |       |       |       |       |       |       |       |       |       |       |       |       |       |
| 第十二回   | カノジョも彼女             | 大知慶一郎 | 桑原智              | 武藤公春       | Yong Jung-Hye Hong Yu-Mi Park Ae-Lee Hwang Young-Sik Kim Gi-Nam Hwang Il-Jin HANIL Animation 榊原大河 ビート 羅陽 張圃文 | 豊田暁子 氏家章雄 ウクレレ善似郎 薄谷栄之 たかはしなぎさ つかさ 上月庸右 川村裕哉 金子俊太朗 張民浩 前田義宏 Song Hyeon-Ju Song Jin-Hee 劉泉 | 9月18日        |       |       |       |       |       |       |       |       |       |       |       |       |       |       |       |       |       |
| 第2期      |                            |            |                     |                | | |                |       |       |       |       |       |       |       |       |       |       |       |       |       |       |       |       |       |
| 第十三回   | いけいけゴーゴー夏休み     | 大知慶一郎 | 鈴木孝聡            | 鈴木孝聡       | ふたふさ 斎藤大輔 玉置典彦 槙田一章                                                                                      | 松田りおん 百々真広 重松遥 朝山公晴 | 2023年 10月7日 |       |       |       |       |       |       |       |       |       |       |       |       |       |       |       |       |       |
| 第十四回   | いらっしゃい紫乃さん       | 大知慶一郎 | まついひとゆき      | 真野玲         | 内藤圭 日置正志 | 百々真広 重松遥 朝山公晴 | 10月14日       |       |       |       |       |       |       |       |       |       |       |       |       |       |       |       |       |       |
| 第十五回   | しっかりして               | 大知慶一郎 | 鈴木孝聡            | 渡辺遥         | 渡辺まゆみ ふたふさ 槙田一章 𠮷田肇 趙小川                                                                               | 渡辺まゆみ 松田りおん 百々真広 重松遥 朝山公晴                                                                                               | 10月21日       |       |       |       |       |       |       |       |       |       |       |       |       |       |       |       |       |       |
| 第十六回   | カノジョと花火             | 犬飼和彦   | 奥村よしあき        | 斉藤秀二       | チェ・ヒョンシク パク・スノク パク・ジユン イ・スンヒ ジユ・ヒョンウ キム・ミョンヒョン キム・サンミン                   | 百々真広 重松遥 朝山公晴 | 10月28日       |       |       |       |       |       |       |       |       |       |       |       |       |       |       |       |       |       |
| 第十七回   | カノジョと覚悟             | 大知慶一郎 | まついひとゆき      | まついひとゆき | 荒牧園美 今野幸一 槙田一章 渡辺まゆみ 飯飼一幸 高橋こう平                                                                | 渡辺まゆみ 百々真広 重松遥 朝山公晴 | 11月4日        |       |       |       |       |       |       |       |       |       |       |       |       |       |       |       |       |       |
| 第十八回   | カノジョの覚悟             | 犬飼和彦   | まついひとゆき      | 秦義人         | キム・デジョン パク・ミヒョン                                                                                            | 百々真広 重松遥 朝山公晴 | 11月11日       |       |       |       |       |       |       |       |       |       |       |       |       |       |       |       |       |       |
| 第十九回   | カノジョたちとの夜         | 大知慶一郎 | 鈴木孝聡            | 奥村よしあき   | パク・ソンファ ペク・ヨンジュ キム・ジョンウ チョ・ウンギョン                                                            | 萩原しょう子 渡辺まゆみ 百々真広 重松遥 朝山公晴                                                                                             | 11月18日       |       |       |       |       |       |       |       |       |       |       |       |       |       |       |       |       |       |
| 第二十回   | ゆずれない想い             | 犬飼和彦   | 西田正義            | 渡辺遥         | 今野幸一 萩原しょう子 槙田一章 渡辺まゆみ ふたふさ Ho Seongjin                                                           | 萩原しょう子 渡辺まゆみ | 11月25日       |       |       |       |       |       |       |       |       |       |       |       |       |       |       |       |       |       |
| 第二十一回 | カノジョとバカンス         | 大知慶一郎 | 奥村よしあき        | 斉藤秀二       | パク・ソンファ ペク・ヨンジュ キム・ジョンウ チョ・ウンギョン 無錫市樱花卡通有限公司                                     | 萩原しょう子 渡辺まゆみ 荒牧園美 百々真広 重松遥 朝山公晴                                                                                    | 12月2日        |       |       |       |       |       |       |       |       |       |       |       |       |       |       |       |       |       |
| 第二十二回 | カノジョの決意             | 犬飼和彦   | 羽鳥潤              | 秦義人         | 林玟志 元美那 朴松花 朴順玉 キム・デジョン パク・ミヒョン リュ・ヒョンジン                                               | 萩原しょう子 渡辺まゆみ 百々真広 重松遥 朝山公晴                                                                                             | 12月9日        |       |       |       |       |       |       |       |       |       |       |       |       |       |       |       |       |       |
| 第二十三回 | カノジョの決意 それから。  | 大知慶一郎 | 西田正義            | 奥村よしあき   | パク・ソンファ ペク・ヨンジュ キム・ジョンウ チョ・ウンギョン                                                            | 萩原しょう子 渡辺まゆみ 槙田一章 荒牧園美 百々真広 重松遥 朝山公晴                                                                           | 12月16日       |       |       |       |       |       |       |       |       |       |       |       |       |       |       |       |       |       |
| 第二十四回 | カノジョの決意 そして。    | 大知慶一郎 | 鈴木孝聡            | 鈴木孝聡       | 萩原しょう子 渡辺まゆみ 今野幸一 槙田一章 荒牧園美 ふたふさ 富永和代                                                     | 萩原しょう子 渡辺まゆみ | 12月23日       |       |       |       |       |       |       |       |       |       |       |       |       |       |       |       |       |       |

### 放送局
| 放送期間                                              | 放送時間                     | 放送局    | 対象地域   | 備考                                 |
| ----------------------------------------------------- | ---------------------------- | --------- | ---------- | ------------------------------------ |
| 2021年7月3日 - 9月18日                                | 土曜 2:25 - 2:55（金曜深夜） | 毎日放送  | 近畿広域圏 | 製作参加 / 字幕放送                  |
|                                                       |                              | TBSテレビ | 関東広域圏 | 字幕放送                             |
|                                                       | 土曜 3:00 - 3:30（金曜深夜） | BS-TBS    | 日本全域   | BS/BS4K放送                          |
| 2021年7月7日 - 9月22日                                | 水曜 22:30 - 23:00           | AT-X      | 日本全域   | CS放送 / 字幕放送 / リピート放送あり |
| 毎日放送・TBSテレビ・BS-TBSでは『アニメイズム』B2枠。 |                              |           |            |                                      |

| 配信開始日    | 配信時間                   | 配信サイト |
| ------------- | -------------------------- | --- |
| 2021年7月3日  | 土曜 3:00（金曜深夜） 更新 | ABEMAプレミアム |
| 2021年7月4日  | 日曜 0:00（土曜深夜） 更新 | ABEMA |
| 2021年7月8日  | 木曜 3:30（水曜深夜） 更新 | dアニメストア |
| 2021年7月9日  | 金曜 更新                  | Netflix バンダイチャンネル Hulu TELASA auスマートパスプレミアム J:COMオンデマンド メガパック milplus ひかりTV U-NEXT FOD dTV GYAO!ストア ニコニコ生放送 MBS動画イズム Tver TSUTAYA TV ビデオマーケット Rakuten TV HAPPY!動画 ニコニコチャンネル DMM.com music.jp |
| 2021年7月10日 | 土曜 3:30（金曜深夜） 更新 | Amazon Prime Video |

| 放送期間                                              | 放送時間                     | 放送局    | 対象地域   | 備考                                 |
| ----------------------------------------------------- | ---------------------------- | --------- | ---------- | ------------------------------------ |
| 2023年10月7日 - 12月23日                              | 土曜 2:23 - 2:53（金曜深夜） | 毎日放送  | 近畿広域圏 | 製作参加                             |
|                                                       |                              | TBSテレビ | 関東広域圏 |                                      |
|                                                       | 土曜 3:00 - 3:30（金曜深夜） | BS-TBS    | 日本全域   | BS/BS4K放送                          |
| 2023年10月8日 - 12月24日                              | 日曜 22:30 - 23:00           | AT-X      | 日本全域   | CS放送 / 字幕放送 / リピート放送あり |
| 毎日放送・TBSテレビ・BS-TBSでは『アニメイズム』B2枠。 |                              |           |            |                                      |

| 配信開始日     | 配信時間                   | 配信サイト |
| -------------- | -------------------------- | --- |
| 2023年10月7日  | 土曜 2:23（金曜深夜） 更新 | ABEMAプレミアム |
|                | 土曜 2:53（金曜深夜） 更新 | ABEMA |
| 2023年10月11日 | 水曜 2:23（火曜深夜） 更新 | dアニメストア |
| -              | -                          | FOD Hulu J:COMオンデマンドメガパック Lemino MBS動画イズム milplus Amazon Prime Video TELASA Tver U-NEXT アニメ放題 auスマートパスプレミアム ニコニコ生放送 / ニコニコチャンネル バンダイチャンネル HAPPY!動画 |

### BD / DVD
| 巻 | 発売日        | 収録話          | 規格品番 | 規格品番 |
| 巻 | 発売日        | 収録話          | BD       | DVD      |
| -- | ------------- | --------------- | -------- | -------- |
| 1  | 2021年10月6日 | 第1話 - 第3話   | HPXN-321 | HPBN-321 |
| 2  | 2021年11月5日 | 第4話 - 第6話   | HPXN-322 | HPBN-322 |
| 3  | 2021年12月3日 | 第7話 - 第9話   | HPXN-323 | HPBN-323 |
| 4  | 2022年1月7日  | 第10話 - 第12話 | HPXN-324 | HPBN-324 |

| 巻 | 発売日       | 収録話         | 規格品番 |
| 巻 | 発売日       | 収録話         | BD       |
| -- | ------------ | -------------- | -------- |
| 上 | 2024年2月2日 | 第1話 - 第6話  | HPXN-491 |
| 下 | 2024年3月6日 | 第7話 - 第12話 | HPXN-492 |

### アプリ
- 『カノジョも彼女アラーム』（日テレWands）
  - 佐⽊咲 ver.（2022年7月27日配信、【基本パック】・【追加パック】1：高校教師、2：バニーガール、3：おやすみモード[40]）
  - 水瀬渚 ver.（2022年10月19日配信、【基本パック】・【追加パック】1：ナース、2：メイド、3：おやすみモード[41]）
  - 星崎理香 ver.（2022年10月19日配信、【基本パック】・【追加パック】1：ミーチューバー、2：警察官、3：おやすみモード[41]）

| 毎日放送・TBS アニメイズム B2 | 毎日放送・TBS アニメイズム B2 | 毎日放送・TBS アニメイズム B2                                           |
| 前番組                        | 番組名                        | 次番組                                                                  |
| ----------------------------- | ----------------------------- | ----------------------------------------------------------------------- |
| ましろのおと                  | カノジョも彼女                | 15周年 コードギアス 反逆のルルーシュ （HDデジタルリマスター版） ※再放送 |
| デキる猫は今日も憂鬱          | カノジョも彼女 Season 2       | ハイキュー!!音駒セレクション ※再放送                                    |